# Schaatsbaan Turnhout
Schaatsbaan Turnhout nv (voorheen: Kempisch IJsstadion nv) was een kunstijsbaan in Turnhout. Het was een overdekte 30x60m-baan. Ze werd in 1976 gebouwd door Louis Broeckx, voormalig slager en traiteur, en was tot de sluiting steeds in handen van de familie Broeckx. De baan werd jaarlijks gebruikt voor de zogenaamde Opening en Closing Games, het traditionele begin en einde van het shorttrackseizoen. Na een periode van 40 jaar sloot de ijsbaan op 1 mei 2016 definitief haar deuren.
Na de sluiting hebben de vier ijssportverenigingen de handen in elkaar geslagen en zelf een tijdelijke schaatsbaan geopend, in afwachting van de bouw van een nieuwe ijsbaan. De vier clubs houden samen de nieuwe schaatsbaan open onder de naam IJssportcentrum Turnhout.
De  vier ijssportverenigingen van Turnhout zijn:
- Nieuw Olympia Turnhout (NOT) (kunstschaatsen)
- IHC Turnhout Tigers (ijshockey)
- Turnhoutse Nieuwe Tornado's (TNT) (shorttrack)
- Campina Curling (curling)